# Frontera entre Tanzània i Zàmbia
La frontera entre Tanzània i Zàmbia és la línia fronterera de 338 kilòmetres, en sentit Oest-Est, que separa Tanzània de Zàmbia a l'Àfrica oriental.

## Traçat
La frontera comença a un trifini entre la República Democràtica del Congo i Tanzània i la de la RDC i Zàmbia a les aigües meridionals del llac Tanganyika, després prenen la direcció nord-sud-est cap a un nou trifini entre Malawi-Zàmbia i la entre Malawi i Tanzània.

## Història
Aquesta frontera es va establir entre la colònia alemanya de Rhodèsia del Nord i la colònia alemanya de l'Àfrica Oriental Alemanya a finals de segle xix després del repartiment d'Àfrica entre les potències europees.

## Punts de passatge
El principal punt de pas es troba a l'extrem sud de la frontera entre Nakonde a Zàmbia i Tunduma a Tanzània. En aquest punt, el Ferrocarril entre Tanzània i Zàmbia conegut com a TAZARA i la carretera principal entre els dos països (coneguda com a Great North Road creuen la frontera, un altre carretera situada a l'extrem nord prop del llac Tanganyika permet el pas. Tanzània i el seu port d'aigües profundes Dar es Salaam són una de les rutes possibles per a les exportacions i importacions procedents de Zàmbia, un país enclavat a l'interior. Una altra possibilitat és el pas per Zimbàbue i després Sud-àfrica.